# Diaphorus impiger
Diaphorus impiger är en tvåvingeart som beskrevs av Becker 1922. Diaphorus impiger ingår i släktet Diaphorus och familjen styltflugor.
Artens utbredningsområde är Taiwan. Inga underarter finns listade i Catalogue of Life.